# Hamelia rostrata
Hamelia rostrata är en måreväxtart som beskrevs av Friedrich Gottlieb Bartling och Dc.. Hamelia rostrata ingår i släktet Hamelia och familjen måreväxter. Inga underarter finns listade i Catalogue of Life.